# Propinyllithium
Propinyllithium ist eine chemische Verbindung aus der Gruppe der Organolithiumverbindungen.

## Gewinnung und Darstellung
Propinyllithium wird in situ unter Stickstoff durch Umsetzung von Propin (kondensiert in kaltem Tetrahydrofuran) mit n-Butyllithium in Tetrahydrofuran bei −78 °C oder Lithiumamid in Ether/Flüssigammoniak unter −50 °C oder durch Umsetzung von 1,2-Dibrompropan mit 3 Äquivalenten Lithiumdiisopropylamid (Doppelelimination von Bromwasserstoff und Deprotonierung) bei −60 °C bis 0 °C in Tetrahydrofuran hergestellt.
Einige Synthesen starten direkt mit 1-Brompropen.
{\displaystyle {\ce {CH3CH=CHBr + 2 BuLi -> CH3C2Li + 2 BuH + LiBr}}}

## Verwendung
Propinyllithium wird bei organischen Synthesen als nukleophile Quelle der Propinyl-Einheit für viele Elektrophile verwendet.